# Параметрическое моделирование
Параметрическое моделирование (параметризация) — моделирование (проектирование) с использованием параметров элементов модели и соотношений между этими параметрами. Параметризация позволяет за короткое время «проиграть» (с помощью изменения параметров или геометрических соотношений) различные конструктивные схемы и избежать принципиальных ошибок.
Параметрическое моделирование существенно отличается от обычного двумерного черчения или трёхмерного моделирования. Конструктор в случае параметрического проектирования создаёт математическую модель объектов с параметрами, при изменении которых происходят изменения конфигурации детали, взаимные перемещения деталей в сборке и т. п.
Идеи параметрического моделирования появились ещё на ранних этапах развития САПР, но какое-то время не могли быть осуществлены по причине недостаточной компьютерной производительности.
Первые известные САПР с возможностью параметризации вышли в 1989 году. Первопроходцами были Pro/Engineer (трёхмерное твердотельное параметрическое моделирование) фирмы Parametric Technology Corporation и T-FLEX CAD (двумерное параметрическое моделирование) фирмы Топ Системы

## Двумерное параметрическое черчение и моделирование
Параметризация двумерных чертежей обычно доступна в CAD-системах среднего и тяжёлого классов[неизвестный термин]. Однако ставка в этих системах сделана на трёхмерную технологию проектирования, и возможности параметризации двухмерных чертежей практически не используются. Параметрические CAD-системы, ориентированные на двухмерное черчение (лёгкий класс), зачастую являются «урезанными» версиями более продвинутых САПР.

## Трёхмерное параметрическое моделирование
Трёхмерное параметрическое моделирование является гораздо более эффективным (но и более сложным) инструментом, нежели двумерное параметрическое моделирование. В современных САПР среднего и тяжёлого классов наличие параметрической модели заложено в идеологию самих САПР. Существование параметрического описания объекта является базой для всего процесса проектирования.

## Типы параметризации

### Табличная параметризация
Табличная параметризация заключается в создании таблицы параметров типовых деталей. Создание нового экземпляра детали производится путём выбора из таблицы типоразмеров. Возможности табличной параметризации весьма ограничены, поскольку задание произвольных новых значений параметров и геометрических отношений обычно невозможно.
Однако табличная параметризация находит широкое применение во всех параметрических САПР, поскольку позволяет существенно упростить и ускорить создание библиотек стандартных и типовых деталей, а также их применение в процессе конструкторского проектирования.

### Иерархическая параметризация
Иерархическая параметризация (параметризация на основе истории построений) заключается в том, что в ходе построения модели вся последовательность построения отображается в отдельном окне в виде «древа построения». В нем перечислены все существующие в модели вспомогательные элементы, эскизы и выполненные операции в порядке их создания.
Помимо «древа построения» модели, система запоминает не только порядок её формирования, но и иерархию её элементов (отношения между элементами). Пример: сборки → подсборки → детали.
Параметризация на основе истории построений присутствует во всех САПР, использующих трёхмерное твердотельное параметрическое моделирование. Обычно такой тип параметрического моделирования сочетается с вариационной и/или геометрической параметризацией.

### Вариационная (размерная) параметризация
Вариационная, или размерная, параметризация основана на построении эскизов (с наложением на объекты эскиза различных параметрических связей) и наложении пользователем ограничений в виде системы уравнений, определяющих зависимости между параметрами.
Процесс создания параметрической модели с использованием вариационной параметризации выглядит так:
- На первом этапе создаётся эскиз (профиль) для трёхмерной операции. Далее на эскиз накладываются необходимые параметрические связи.
- Затем эскиз «образмеривается», уточняются отдельные размеры профиля. На этом этапе отдельные размеры можно обозначить как переменные (например, параметру, обозначающему длину некой детали, присвоить имя «Length») и задать зависимости других размеров от этих переменных в виде формул (например, «Radius=Length/2»)
- Затем производится трёхмерная операция (например, выдавливание), значение атрибутов операции тоже служит параметром (например, величина выдавливания).
- В случае необходимости создания сборки взаимное положение компонентов сборки задаётся путём указания сопряжений между ними (совпадение, параллельность или перпендикулярность граней и рёбер, расположение объектов на расстоянии или под углом друг к другу и т. п.).

Вариационная параметризация позволяет легко изменять форму эскиза или величину параметров операций, что позволяет удобно модифицировать трёхмерную модель.

### Геометрическая параметризация
Геометрической параметризацией называется параметрическое моделирование, при котором геометрия каждого параметрического объекта пересчитывается в зависимости от положения родительских объектов, его параметров и переменных.
Параметрическая модель, в случае геометрической параметризации, состоит из элементов построения и элементов изображения. Элементы построения (конструкторские линии) задают параметрические связи. К элементам изображения относятся линии изображения (которыми обводятся конструкторские линии), а также элементы оформления (размеры, надписи, штриховки и т. п.).
Одни элементы построения могут зависеть от других элементов построения. Элементы построения могут содержать и параметры (например, радиус окружности или угол наклона прямой). При изменении одного из элементов модели все зависящие от него элементы перестраиваются в соответствии со своими параметрами и способами их задания.
Процесс создания параметрической модели методом геометрической параметризации выглядит так:
- На первом этапе конструктор задаёт геометрию профиля конструкторскими линиями и отмечает ключевые точки.
- Далее проставляет размеры между конструкторскими линиями. На этом этапе можно задать зависимость размеров друг от друга.
- Затем обводит конструкторские линии линиями изображения — получается профиль, с которым можно осуществлять различные трёхмерные операции.

Последующие этапы в целом аналогичны процессу моделирования методом вариационной параметризации.
Геометрическая параметризация позволяет более гибко редактировать модели. Если надо внести незапланированное изменение, то в геометрию модели не обязательно удалять исходные линии построения (это может привести к потере ассоциативных взаимосвязей между элементами модели), — можно провести новую линию построения и перенести на неё линию изображения.